# 평촌역
평촌역(坪村(翰林大聖心病院)驛, Pyeongchon station)은 경기도 안양시 동안구 관양동에 있는 수도권 전철 4호선의 전철역이다. 평촌역은 부기역명 유상판매 정책으로 인하여, 부기역명이 한림대성심병원이다.
개통 초기에는 수도권 전철 1호선이었던 인덕원행과 안산행 안산선 직결 열차가 운행하였으나, 지금은 수도권 전철 4호선이 운행한다. 부역명은 한림대성심병원(翰林大聖心病院)이며 인근에 한림대학교 성심병원이 있다. 이마트 평촌점과 연결되어 있다. 학의천 하저터널로 인덕원역과 연결된다.

## 역명 유래
1993년 1월 15일 개통 당시 역명은 벌말(평촌(坪村)의 순수 한국어)이었으나, 인근 평촌신도시 주민들의 요청으로 1996년 12월 16일에 벌말역에서 현재 역명인 평촌역으로 변경되었다.

## 역사
- 1993년 1월 15일 : 과천선 개통과 함께 벌말역 영업개시
- 1996년 12월 16일 : 평촌역으로 역명 변경
- 2008년 8월 1일 : 부역명 한림대성심병원 부여
- 2009년 12월 1일 : 철도승차권 단말기 철거. 이 역은 경전선의 평촌역과 혼동을 피하기 위하여 발권역이 평촌동으로 나왔던 적이 있다.

## 역 구조
승강장은 2면 2선의 상대식 승강장으로 스크린도어가 설치되어 있다. 출구는 4개가 있다.

### 승강장
| ↑ 인덕원 |
| \| ２    |
| 범계 ↓   |

| 1 | ● 수도권 전철 4호선 | 과천 · 이촌 · 명동 · 창동 · 불암산 방면 |
| 2 | ● 수도권 전철 4호선 | 금정 · 안산 · 오이도 방면               |

## 역 주변
| 나가는 곳 | 방면                                                                                       |
| --------- | ------------------------------------------------------------------------------------------ |
| 1         | 한림대학교성심병원 부림동우체국 CGV 평촌                                                   |
| 2         | 국토개발연구원 한국석유공사 국립품질기술원 시청교육청 수원지방검찰청 안양지청 동안양세무서 |
| 3         | 이마트 평촌점 대한전선 법무법인샘                                                          |
| 4         | 부림동우체국 동안고등학교 초원마을 GS파워                                                  |

## 승차량 변동
| 역 노선 | 승차 인원 | 승차 인원 | 승차 인원 | 승차 인원 | 승차 인원 | 승차 인원 | 승차 인원 | 승차 인원 | 승차 인원 | 승차 인원 | 승차 인원 | 승차 인원 | 승차 인원 | 승차 인원 | 승차 인원 | 승차 인원 | 승차 인원 | 주석  |
| 역 노선 | 2000년    | 2001년    | 2002년    | 2003년    | 2004년    | 2005년    | 2006년    | 2007년    | 2008년    | 2009년    | 2010년    | 2011년    | 2012년    | 2013년    | 2014년    | 2015년    | 2016년    | 주석  |
| ------- | --------- | --------- | --------- | --------- | --------- | --------- | --------- | --------- | --------- | --------- | --------- | --------- | --------- | --------- | --------- | --------- | --------- | ----- |
| 4호선   | 16576     | 16128     | 17052     | 17496     | 17493     | 16425     | 16524     | 17388     | 14994     | 14175     | 14112     | 13851     | 13524     | 13104     | 13041     | 13034     | 15687     | [ 2 ] |
| 역 노선 | 2017년    | 2018년    | 2019년    | 2020년    | 2021년    | 2022년    | 2023년    | 2024년    | 2025년    | 2026년    | 2027년    | 2028년    | 2029년    | 2030년    | 2031년    | 2032년    | 2033년    | [ 2 ] |
| 4호선   | 16420     | 16814     | 17536     | 13710     | 13880     | 15012     | 16157     |           |           |           |           |           |           |           |           |           |           | [ 2 ] |

## 인접한 역
| 과천선                 | 과천선              | 과천선               |
| ---------------------- | ------------------- | -------------------- |
| 441 인덕원 불암산 방면 | ● 수도권 전철 4호선 | 443 범계 오이도 방면 |